# Tretja srednja sklanjatev
V tretjo srednjo sklanjatev spadajo samostalniki srednjega spola, ki sklonov ne izražajo z glasovnimi končnicami. Primera sta doma v ljubo doma in tri v tri deljeno s pet. V imenovalniku ednine taki samostalniki nimajo končaja -o ali -e.
Tretjo (ničto) srednjo sklanjatev prinaša šele Slovenski pravopis 2001, prejšnji pravopisi in tudi SSKJ je niso priznavali. Vendar se ničta srednja sklanjatev da razbrati iz števnikov, na primer Tri je bilo zmeraj več kot dve.